# Canton de Mende-Sud
Le canton de Mende-Sud était une division administrative française, située dans le département de la Lozère et la région Languedoc-Roussillon.

## Histoire
Il est créé le 15 janvier 1982.

## Composition
Le canton de Mende-Sud se composait d’une fraction de la commune de Mende et de cinq autres communes. À la suite du redécoupage cantonal de 2014, la fraction de la commune de Mende constitue le canton de Mende-2, la commune de Balsièges rejoint le canton de Chirac et les communes de Brenoux, Lanuéjols, Saint-Bauzile et Saint-Étienne-du-Valdonnez, le canton de Saint-Étienne-du-Valdonnez.
| Nom                        | Code Insee | Intercommunalité  | Population (dernière pop. légale)              |
| -------------------------- | ---------- | ----------------- | ---------------------------------------------- |
| Mende (chef-lieu)          | 48095      | CC Cœur de Lozère | Fraction : 4 894(2012) Commune : 11 542 (2014) |
| Balsièges                  | 48016      | CC Cœur de Lozère | 541 (2014)                                     |
| Brenoux                    | 48030      | CC Mont-Lozère    | 374 (2014)                                     |
| Lanuéjols                  | 48081      | CC Mont-Lozère    | 311 (2014)                                     |
| Saint-Bauzile              | 48137      | CC Cœur de Lozère | 652 (2014)                                     |
| Saint-Étienne-du-Valdonnez | 48147      | CC Mont-Lozère    | 648 (2014)                                     |

Quartiers de Mende inclus dans le canton de Mende-Sud :
- Centre historique
- Fontanilles
- Saint-Laurent
- Sirvens
- La Vabre
- Ramille

## Représentation
| Période | Période | Identité        | Étiquette | Qualité                                                                                              |
| ------- | ------- | --------------- | --------- | --- |
| 1982    | 2001    | François Brager | UDF-CDS   | Maire d'Ispagnac Président du conseil général de la Lozère de 1994 à 1998                            |
| 2001    | 2015    | Francis Courtès | PRG       | Retraité Maire de Saint-Bauzile (1995-2014) Elu en 2015 dans le Canton de Saint-Étienne-du-Valdonnez |

## Démographie
| 1982 | 1990  | 1999  | 2006  | 2011  | 2012  |
| ---- | ----- | ----- | ----- | ----- | ----- |
| -    | 6 453 | 7 165 | 7 555 | 7 395 | 7 404 |